# 自虐の詩
『自虐の詩』（じぎゃくのうた）は、業田良家による日本の4コマ漫画、またこれを原作とした2007年の日本映画。『週刊宝石』に1985年1月4・11日合併号から1990年8月2日号にかけて連載された。単行本は光文社コミックスから全5冊、それらを「幸江とイサオ」シリーズで再構成したハードカバー版全1冊、さらにそれを上下巻にした竹書房文庫版がある。2007年には、「幸江とイサオ」シリーズをすべて収録した、愛蔵版上下巻が発売された。タイトルは、業田が大きな影響を受けたと話す吉田拓郎の「イメージの詩」からインスピレーションを受けてつけられた。

## 概要
男性サラリーマン向け週刊誌『週刊宝石』のショートコミック枠に掲載。当初は複数のシリーズがあるオムニバス作品だったが、人気のあった「幸江とイサオ」シリーズに一本化された。この項では特に「イサオと幸江」シリーズを「自虐の詩」として記す。シリーズ初期は、怒るとすぐにちゃぶ台をひっくり返したり、金をせびるばかりのイサオとそれに従う幸江といった構図のギャグが中心だったが、中期以降幸江の子供時代の回想が増えてくるとしだいにストーリー4コマとなっていき、幸江の小学生編・中学生編を経て最終回に突入していくドラマチックな展開は「泣ける4コマ」として定番になっている。また作品完結からヒットし映画化されるのにかなりの時間が空いている。これは2004年に『BSマンガ夜話』にて取り上げられて泣けるマンガとして絶賛されたことが大きい。番組で取り上げた直後にはネット通販にて完売している。

## 登場人物

### 現代編
森田幸江
年齢は35歳ぐらい
東京のとある安アパート(隣の話し声が聞こえる程壁が薄い)の1階の部屋で内縁の夫・イサオと暮らす。基本的にはイサオは働かないので、幸江があさひ屋（定食屋）で働くなどして家計を支えている。他の人からどんな目で見られようと愛するイサオと暮らせるだけで、本人は幸せらしい。
容姿
伏し目がちな目(というより作品では常に目を閉じた状態で描かれている)と鼻の中央にあるホクロが特徴。オシャレに無関心というわけではないが、飲食店勤務ということもあり、普段からほぼノーメイク。物語全体を通してもメイクをしたことは、あまりない。また、生活に余裕がないこともあり、いつも質素な服である。
性格
基本的に自分のことより周りの人間のことを考えて行動する控え目な性格。ただし、主張すべきことがある場合は結構ハッキリと口に出す。意外と度胸があり、イサオと行動するうちに(伏し目のまま)相手をにらみで威嚇する(いわゆる、ガン飛ばし)ことに強くなった。
趣味
趣味らしい趣味はほとんどないが、俳句の会に参加したことがある。また、趣味ではないが、イサオに頼まれて将棋の相手や麻雀のメンバーが足りない時に参加することがある。他にもイサオに付き添って(あるいは騙されて)パチンコや競馬に行くことがあり、何度かフィーバーを出したり、競馬予想を的中させるなどイサオよりギャンブル運がある。俳句以外のものは、元々興味がなかったためイサオにやり方を教えてもらっており、それなりに楽しんではいるが、これ以降も1人でやることはない。
その他
料理はそれほど得意ではない。お酒を飲むのはそれなりに好きである。
地味で幸薄そうな顔のせいで小・中学生時代に男の子から「ドラキュラ」などとイジメられたことがあり、今でも時々思い出して落ち込むことがある。
離婚経験がありバツイチである。
荒れた生活を知った周りの人から何度か別れを勧められるが断っている。
イサオの悪口を言われるのが嫌い。
イサオのことを本当に愛していて、特に切れ長な鋭い目をカッコいいと思っている。また、イサオの匂いが好きで服や布団などの匂いを時々かいでいる。
イサオとの待ち合わせ日時・場所を書いた走り書きを「手紙」として大事に保管している。
葉山イサオ
働かず、幸江から金をせびってはギャンブルや酒に費やす、いわゆるヒモ。ただし、女性が接客するスナックなどの飲み屋には行っても、浮気だけはしないようだ。
容姿
初期のイサオは、モコモコとした髪型だったが、徐々にスッキリとした丸刈りになる。また、顔の下半分の広い範囲に渡ってヒゲを生やしている。
切れ長の目で、普段から目つきが鋭い。幸江によると「(イサオの)目つきの鋭さは日本一かもしれない」とのこと。
性格
短気であり、気に食わないことがあると事あるごとに家の中で「でえーい！」などと言ってちゃぶ台をひっくり返す。家以外では、マージャン屋(麻雀荘)の麻雀卓、飲食店の長いイス、おでんの屋台までもひっくり返したことがある。
超面倒臭がり屋でちょっとしたことでも幸江にやってもらう。横着な性格でたまに幸江から布団干しやゴミ捨てを頼まれるが、適当にしてしまう。
意外とシャイな部分もあり、幸江のことを想っているものの幸江から「愛している」などの言葉をせがまれるが、頑なに拒否する。
好み・趣味など
ヘビースモーカー、また大の酒好きでもある。ビールや日本酒をよく飲んでいる。
ギャンブル好きであり、パチンコ、競馬など様々なものに金をつぎ込んでは、多くの場合負けて帰ってくる。また、麻雀や将棋もやるが、基本的に勝負ごとにはあまり運がないようである。
行動
前述の通り、鋭い目付きや短気な性格のために、路上で怖そうなお兄さんなどとにらみ合い(ガンの飛ばし合い)になったり、そのままケンカになることが多い。腕っぷしが強く力もあるためケンカに強く、ナイフや角材などの武器を持った相手にも素手で勝つ。また、上段蹴りや飛び蹴りなどの蹴り技を得意としており、パチンコ台のガラス扉や住んでいるアパートの扉(木造と思われる)を蹴って破壊したことがある。
家にいる時は、テレビや新聞を見てすごしたり、寝ていることが多い。時々部屋に友人を呼んで麻雀をする。
飲み屋などで泥酔すると帰り道のゴミ捨て場など外で寝てしまうこともしばしば。
無職のイサオだが、たまに日雇いのバイトで建設現場などで働いても、疲れてタクシーで帰宅したり、高いマッサージを受けるなどして結局儲からない。
その他
過去に何人かの女性と付き合ったことがあるが、水商売の女や薄幸そうで世話好きな女ばかりである。
車は持っていないが車の免許は持っている。
意外なことにギターの弾き語りができる。作中で「東池袋ブルース」(3番まである)という自作曲のオリジナルソングを歌っている。
- イサオと幸江について

幸江は、イサオに真面目に働いてほしいと思っているが、中々働かず幸江が頼んでもらってきた仕事も「勝手なことをするなー!」などと断る。
イサオが乗り気じゃないため、入籍していない。
イサオが家の内外で面倒を起こす度に幸江が後片付けや相手への謝罪や弁償をする役目となっている。
前述の通り、乱暴な性格のイサオだが幸江に直接手をあげるなどの暴力行為は一切したことがなく、ちゃぶ台をひっくり返す時も幸江にケガをさせないように配慮して投げている。ただし、過去に一度だけはずみで幸江がケガをしてしまい(「隣のおばちゃん」の部屋ごしにちゃぶ台をひっくり返す音によるもので、詳細は不明)救急車で運ばれたことがある。
時々イサオは、「出て行けー!!」と幸江を追いだすことがある。しかし、その場合もイサオが後から呼び戻しに行ったり、家を出された幸江の方もイサオの夕食を心配して牛丼をそっと窓から届けるなど、お互いを気遣う行動を取る。
幸江は何度か風邪などで入院したことがあり、決まってイサオが見舞いに訪れる。しかし、その度に幸江は嬉しくて体調が悪いのに、ついイサオの世話を焼いてしまう。
たまにイサオからプレゼントとして、よそから見ればありがた迷惑なものや下心(金を借りるため)として渡されるが、それでも幸江は喜んでいる。
森田家康
幸江の父。イサオに幸江との入籍を勧めるなど、幸江の幸せを願っている。しかし、金をせびったり、ちゃぶ台をひっくりかえしたりと、やっていることはイサオとたいして変わらない。あさひ屋のマスターの気持ちを知っていてたびたびタカる。
口の左側にあるホクロと幸江と同じ伏し目がちな目が特徴。
1人暮らししていて、幸江からは手紙で「ありのままの生活状況」を書いた後に「私は幸せです。心配しないで」と書かれるが、不安になるだけである。そのこともあって知り合いに幸江のことを聞かれる度に「夫は大蔵省に勤めるエリートで、去年の文化の日で大安吉日に結婚式をあげた」などと嘘をついている。
あさひ屋のマスター
幸江が働く定食屋の主人。幸江に惚れている。しばし、幸江にアプローチするが、袖にされる。
幸江には積極的にアタックするものの、イサオのことを恐れているため直接には何も言えない。
幸江のことを考えて行動するあまり、客がいるのに店を放ったらかしに店を開けることがある。
「幸ちゃん君を、幸せに、したいんだー」という言葉が気に入っているらしく、これを掛け声にしてゴルフのショットやボウリングをやると好スコアが出やすくなるらしい。
その他
一時、寂しさを紛らわせるためにあさひ屋の常連客に連れられて行った風俗店で働く「幸江」という風俗嬢と知り合って、仲良くなったことがある。
妻は既に亡くなっていて、今は1人暮らし。
あさひ屋で被っている帽子を私生活でも被っており、寝る時もお風呂に入る時も抜いだことがない。
隣のおばちゃん(苗字は「福本」というらしい)
幸江とイサオが住むアパートの隣りの部屋に住む初老の女性。夫婦喧嘩の仲裁役や幸江の愚痴、過去話などの聞き役と相談相手になる。町内会長に惚れている。
家族について
娘が大分にいるとのことで、お酒が送られてきたことがある。
夫は既に亡くなっているが、回想シーンとして生前の夫との生活が描かれたことがある。ちなみに夫は薄毛でメガネをかけて、「隣のおばちゃん」より年上。「甲斐性なし」などと嫌味を言って冷めた態度で接していたが、独り身になった今は後悔している。加えて、隣に住むイサオと幸江を「ダメな男との不憫な生活」と思いながらも賑やかな夫婦生活を羨む一面がある。
その他
幸江にとっては、お母さん代わりのような存在で仲良くしている。ただし、幸江から実際に「お母さんみたい」と言われた時に隣のおばちゃんが一瞬喜んだが、『ということは、イサオ＝義理の息子』と想像して「よしとくれ！」と強く否定していた。
幸江に対し時々お金を貸してあげている。
お茶漬けが好きらしく、よく食べている。
好意を持った町内会長からは、色々なものを購入させられるが、本人は「好きになったから仕方ない」と半ば諦めながらも納得している。
町内会長
元は「隣のおばちゃん」とは、ただの茶飲み友達で、表向きは、品があって優しそうな雰囲気のおじさん。
実はマルチ商法にはまっているらしく、「隣のおばちゃん」に怪しげな商品を勧める。
タロー
イサオの子分的存在で、よくギャンブルを一緒にしたり酒を飲んでいる。
タローも遊び人らしく、時々イサオ(というより、幸江)にお金を借りに来る。また、イサオから言われて、2人で幸江から何とかしてギャンブルに使う金を(タローは、渋々と言う感じで)手に入れようとする。
タバコはラークがお気に入り。
タローの女
タローの彼女か妻か、名前など詳細は不明。タローよりしっかりした性格。
幸江や「隣のおばちゃん」と仲が良く時々一緒に出かけたりしている。
風俗嬢の幸江
風俗店で働く「幸江」という名前の風俗嬢。といっても太ったおばさんで、御世辞にも美人とは言えない。
マスターとは風俗嬢とただの客の関係だったが、マスターから本物の幸江に受け取ってもらえなかったプレゼントやレストランでの夕食などで持て成されたことから仲良くなった。見た目に似合わず意外と女らしい性格。また、行動的な性格で、あさひ屋に普通の客として来たり、マスターの寝ている間に開いていた勝手口から部屋に入って朝ごはんを作ったりして、どちらもマスターから叱られている。
熊本さん
幸江の中学生時代の同級生にして、真の友。結婚し一人娘をもうけた後、夫の転勤で上京、幸江と再会する。

### 小学生編
森田幸江
幼くして母が家を出てしまい、父もろくに働かない人物であったため、愛情と金銭が共に欠乏した生活を送る。朝・夕の新聞配達、牛乳配達で家計を支える。仕事で忙しいため、友達も少ない。当初は生活のために食料の万引きをしていたが、やがて友達の気を引くためのお菓子や玩具も万引きし、常習犯となる。しかし、その後ついに見つかって警察官に引き渡されたが、優しい性格の人だったこともあり調書を作成されたが、大したお咎めもなく改心する。
甘木(あまぎ)という地域に住んでいるらしい(実際には中学生編からしか地名が出てこないが、引っ越していないことから)
クラスは、6年2組で美化委員を担当。ニックネームは「幸ちゃん」。
存在感が薄く、控え目な性格である。家庭環境や友達付き合いが苦手なこともあって人一倍愛情に飢えている。また、責任感が強く、他人から何かを頼まれると断れずに人に尽くすタイプ。
特技
貧しい生活のため家では、内職として造花作り(1本＝2円50銭)をやっている。このおかげで細かい作業が得意であり、図工の時間に紙で花を作ったところ、校内工作コンクールにおいて最優秀賞をもらった(本人は複雑な心境)。また、貧乏で赤色の絵の具を買ってもらえず、授業で絵を描く時にカッターナイフで指を少し切ってその血で色を塗ったところ、後日、県の絵画コンクールに入選してしまったことがある。
父親が幸江へのプレゼントとしてセーターを買うつもりが、値切りがエスカレートしてしまう。毛糸を買ってきて「自分で好きなの編みなさい」と言われたが、このことがきっかけで編み物が得意となる。
その他
家庭の事情で新聞配達をやっていることを友達には知られたくないと思っている。
美化委員として先生から認めてもらおうと頑張ったが、校長先生に汚れたバケツの水をかけてしまい担任に「辞表」を渡したことがある。
メンタルが弱く「体育の授業で2人1組になれない」などちょっとしたことでも倒れてしまう。
運動はあまり得意ではない。
父親が好意を持っていた女を家に連れてきたことがあり、この頃から「家にお客さんが来て自分が邪魔になりそうな時は、押入れで過ごす」ことになったとされる。
友達がかき氷やたい焼きなどを店で買う時に「幸ちゃんも食べなよ」と言われる。しかし、「買うお金がない」とは言えず、「私、それ嫌いなの」とごまかしているが、実際は大好きである。
万引きをした関係で「木村花子」という偽名を使ったことがある。
卒業式で卒業証書をもらった直後に壇上から転げ落ちて破いてしまった。
森田家康
幸江の父。自らは働かず、幼い幸江に働かせて呑む・打つ・買うに明け暮れ、借金を重ねる。しかし、幸江が友人の話を聞いて海に行きたがると、秋にもかかわらず海水浴に連れて行ってやるなど、子供思いの面も一応ある。
金に汚く、幸江の貯金箱の金で競馬に行ったり、新聞配達の給料を盗んだことがあるひどい父親。
当初、幸江からは甲斐甲斐しく尽くしてもらっていたが、上記の理由から徐々に軽蔑されるようになる。
かおるちゃん
数少ない幸江の友達の一人。一般家庭の子であるため、あまり幸江の立場を理解していない。幸江が万引きを重ねるようになる頃、親に諭されて幸江から離れていく。
借金取りのおじさん
幸江の父・家康が借金しているヤミ金「真田金融」の社員。ヤクザ。強面で、家康に対する取立ては暴力的で容赦ない。
幸江には優しく、家康の帰りを待つ間に寝てしまった幸江に布団をかけたり世話をした。ただし、逆に自分が寝てしまった時に幸江が毛布をかけた時は、目を覚まして「せっかくだけど使えない」と筋を通す性格でもある。
家族は、妻と小学生ぐらいの娘がいて、休日は3人で出かけるなど良き父親である。
先生
幸江のクラスの担任。
メガネのおまわりさん
幸江が万引きで捕まったとき、叱らずに、むしろ激怒した家康から幸江をかばい、家庭環境を改めるようにと注意する。時々遠くから幸江を見守る。
幸江の母(秋子)
だらしない家康との貧しい生活からか、幸江が幼い頃に家を出ていってしまった。
家にある母親の写真も撮った時の様々な状況により、運悪く顔がちゃんと写ったものがない。
幸江は、愛する母の顔を覚えておらず、幼児期に母と過ごしたかすかな記憶があるだけである。家康は、小学生の幸江に有名な歌手である美空ひばりを「幸江の母」としてしばらく信じこませていたことがある。

### 中学生編
森田幸江
新聞・牛乳の配達に加え、造花の内職をして家計を支える。相変わらず何をやっても失敗と不運の日々を送る。家出した母親への憎しみと疑問を抱き始めるのもこの頃からである。一時期、憧れの藤沢さんと行動を共にし、熊本さんを手酷く裏切ってしまう。しかし、父・家康の起こした事件で周囲から孤立したことを期に、熊本さんと劇的な仲直りを果たし、終生の友情を誓い合う。「そこでしか幸せになれない」と熊本さんの勧めもあり卒業後、単身上京する。
クラスは、甘木(あまぎ)中学の3年1組。掃除委員を任される。
髪型は三つ編みのおさげ。新聞配達を自転車でやるようになって配達先も増え、内職の造花の量も増えた。
反抗期を迎えたこともあり、情けない父親への態度があからさまに冷たくなり、時には激しい怒りをぶつけることもある。父親のことを「ダニ」「寄生虫」などと呼んだりする。
中学生になっても相変わらず控え目な存在で、熊本さんだけが友達。貧しい2人は周囲から浮き、揃って男子学生のイジメの対象となる。
一時唯一の熊本さんが休んだことで孤独感から2度ほど死のうとしたことがある。
クラスで一番モテる前田イサオに惚れているが、みんなには秘密にしている。得意な裁縫でたまたま前田のボタンが取れかかっていたのを直そうとしたが、緊張して自分のスカートとボタンを一緒に縫い付けてしまったことがある。
森田家康
幸江の父。相変わらず働きもせず、堕落した生活を送る。ピンクサロンの風俗嬢・美和子に金持ちだと嘘をついて交際、結婚する。入籍後、その嘘を埋め合わせるために銀行強盗を働き、すぐに逮捕される。
熊本さん
幸江の真の友。幸江を凌ぐほどの極貧家庭に育つ。母のいない家庭で、病気で伏せる父と幼い弟妹たちのため、一人たくましく奮闘する。あまりの貧しさ故に、たびたび学校の備品や鯉、ニワトリなどを盗む。見た目も言動も粗野だが、どんなに不幸な境遇でも卑屈なところは決して見せず、逆に卑屈になってばかりいる幸江をさりげなく励ます。幸江に裏切られ学校中から孤立した時も、堂々と胸を張る誇り高い人物。裏切られた時、帰り道の路地で泣いていた。幸江が窮地に陥った時、幸江の裏切りを許して今まで以上に固い友情を誓い合う。幸江に上京を勧める。
幸江と同じくらいの不美人であるが、幸江と「あなたの方がブスよ」と言い合ったり、お互いの顔を見て笑い合ったことがある。ちなみに2人が所属する3年1組の男子による「女子ブス投票」では、同点になったが、ハゲの先生が1票投じたため1位になったことがある。
運動神経はいい。
唯一の友達である幸江にすら家の場所を絶対に教えない。
藤沢さん
父親が「藤沢医院」(内科・小児科)を営む医師で、裕福な家庭に育つ。成績優秀・スポーツ万能で温厚・博愛の美少女。クラス中の男子の憧れの的だけでなく教師や女子生徒からの人望も非常に厚い。そのあまりの完璧さに、幸江は激しく憧れ、畏敬する（同時に嫉妬もする）。一時期、幸江を友人のグループに引き入れるが（熊本さんについては「嫌い」と明言している）、幸江の父が銀行強盗で逮捕されると途端に絶交した。前田イサオに片想いするが、破れる。
クラスで唯一ピアノが弾ける。
藤沢家からは、学校の講堂のピアノや時計など様々なものを学校に寄贈している。
矢野まゆみ
藤沢さんのグループの1人。一時幸江とも仲良くしてくれる。前田が好き。意外と純情な性格で、手編みのセーターを渡す。テニス部所属。
木戸さん
同じく藤沢さんのグループの1人。一時幸江とも仲良くしてくれる。前田が好き。肉体で積極的にアタックする。気が強いタイプ。
ハゲの先生
幸江のクラス担任であり、英語の先生。えこひいきで、藤沢さんを可愛がる。何かにつけて熊本さんを虐げるが、その度に熊本さんの反撃を喰らう。ハゲている。
前田イサオ
クラス中の女子の憧れの的。同じくクラスで一番モテる藤沢さんに告白されるが交際を断る。実は幸江に惚れている。
野球部の美少年で、部活柄丸刈りであるため、おしゃれとして髪型などを変えられないので唯一まゆ毛を手入れしている。
美和子（家康の恋人）
ピンクサロン「チェリー」で働く風俗嬢。幸江の父・家康と出会い、金持ちだと信じて結婚する。
一人称は「あたい」
人前だろうと場所関係なくどこでも家康と熱烈なキスをする。
小さい頃からの夢は「グランドホテルで盛大に結婚式をすること」
幸江のことは「暗いから気が合わない」とのこと。
メガネのおまわりさん
幸江が幼い頃からたびたび見守ってあげたおまわりさん。幸江の父・家康が銀行強盗で逮捕され、警察署に入れられたとき、面会に来た幸江が失意の涙を流すのを、ここでも無言で見守る。

### 上京後 - 現在まで
森田幸江

地方（映画版では気仙沼出身）から上京してきたが、中学卒業から数年間はどうしていたかは不明。その後、「山田コーポ」で1人暮らしして、荒れた生活をしていた。ちなみにこれまでに何人かの男と付き合うが、その度に騙されたりして捨てられたらしい。この時までに既に離婚を1度経験している。
イサオから何度も好意を持ってアタックされたが、これまでの経験で男を信じられず冷たい態度を取っていた。徐々に心を許す。
葉山イサオ

「おしぼり山田屋」として働いていた。
幸江とデートのために、組長のベンツを勝手に持ち出していた。
何かにつけて幸江を気にかけて、どんな時も幸江の味方になって優しく接してくれた。イサオの方が幸江に尽くしており、足の爪切りなどもやっていた。
現在の生活からは考えられないが、イサオは幸江に対し「あなたのひとみは本当に美しい」と言ったり、幸江から『私のどこが好きなの？」との質問に「あなたの全て」などと答えている。

## 映画
上記の漫画を原作とした映画。2007年10月27日公開。舞台は原作の東京から大阪の下町に変更されている。

### キャスト
森田幸江
演 - 中谷美紀（中学生時代：岡珠希）
イサオの内縁の妻。イサオに振り回されながらも慕い続ける。子供の頃から不幸な人生を歩んでおり、現在では出ていった母に宛てて出ていった理由や、幸せを問う手紙を書いている。原作では基本的に控えめで耐える性格だが、本作では感情豊かな性格となっている。
葉山イサオ
演 - 阿部寛
幸江の内縁の夫。日常的に好き勝手に振る舞い幸江に世話を焼かせるが、自身は働かず自宅で機嫌を損ねるとちゃぶ台返しをするのが日課。元ヤクザで目ヂカラが強くケンカも強い。ギャンブル好き。若い頃は髪を伸ばしていてサングラスをかけている。

#### 主な人たち
森田家康
演 - 西田敏行
幸江の父。幸江が中学生の頃に強盗事件を起こし逮捕された過去がある。長らく幸江と会っていなかったが、偶然あさひ屋に訪れて娘と再会する。自分のことは棚に上げて、イサオを貶すなど口が悪い性格だが娘思いな一面もある。
あさひ屋マスター
演 - 遠藤憲一
定食屋の主人。幸江に惚れており、日常的に機嫌を取ったり臨時ボーナスをあげたりしている。その反面イサオには敵視して冷たい態度を見せる。偶然家康と出会い関わりを持つようになる。
福本小春
演 - カルーセル麻紀
幸江とイサオの隣のおばちゃん。普段は幸江の母のように優しく接し、時にイサオに男のように啖呵を切ることもある。
熊本さん
演 - アジャ・コング（中学生時代：丸岡知恵）
幸江の中学時代のクラスメイトで親友。中学時は幸江と同じく貧しい生活を送り、2人は周りからからかわれる存在。また中学時は、下品な行動を取ることがあるが精神的にたくましい性格。その後数十年ぶりに幸江と再会する。

#### 中学生時代の幸江と関わるその他の人達
藤沢さん
演 - 加藤瑠美
幸江の中学時代のクラスメイト。幸江によると「綺麗で頭が良くてお金持ち」とのことで周りから人気がある。
中学時代の担任
演 - 半海一晃
幸江の中学時代の担任。貧しい家の幸江と熊本さんが教材費を払わないことを理由に生徒たちの前でからかう。
新聞販売店店主
演 - 蛭子能収
中学生時の幸江が新聞配達をする店の店主。貧しい生活をする幸江にまんじゅうや牛乳をあげるなど気遣う。
美和子
演 - 名取裕子
幸江が中学時代に、家康と付き合う女性。家康と入籍する話が持ち上がる。貧乏くさいのが嫌いで物欲が強い性格。

#### 幸江やイサオと関わるその他の人達
タロー
演 - 猪野学
イサオの子分的存在で遊び仲間。毎日のようにイサオとつるんでいる。幸江を『幸江姐(ねえ)さん』と呼んでいる。
組長
演 - 竜雷太
イサオが過去に所属したヤクザ組織の組長。ヤクザの素質があるイサオを組に戻るよう誘う。イサオの父のことを知る人物。
難波警部
演 - ミスターちん
警察官だが規則に融通を利かせる優しい性格。イサオのことで何度か警察に訪れる幸江に色々と気にかける。
船場巡査
演 - 金児憲史
難波の部下。日常的に難波の言動にツッコミを入れる。冒頭で路上で倒れていたイサオを見つけてパトカーを要請する。
森田秋子
演 - 佐田真由美
幸江の母。家康によると幸江が子供の頃に家を出ていったとのこと。その後幸江の夢の中に現れる。

#### その他
喫茶店主
演 - Mr.オクレ
喫茶店で料理などを運ぶ。あさひ屋にラーメンの出前を頼むが、持ってくるのが遅くて幸江に文句を言う。
ポン引き
演 - 島田洋八
風俗店の店先で客を呼び込む人。ある日通りがかかったあさひ屋マスターに『ユキエ』という風俗嬢がいると案内する。
中年男
演 - 松尾スズキ
若い頃に娼婦をやっていた幸江と出会い、声をかける男。
小春の夫／訪問販売の男
演 - 斉木しげる
故人である小春の夫の遺影／小春の夫にそっくりなセールスマン。24万円もする化粧品を売りに小春の部屋に訪れる。
熊本さんの夫
演 - Dante
仕事でドバイから日本に転勤することになり、家族と共に関空に降りたつ。
あさひ屋の客
演 - 業田良家（原作者）

### スタッフ
- 監督：堤幸彦
- 原作：業田良家『自虐の詩』
- 脚本：関えり香、里中静流
- 音楽：澤野弘之
- イメージソング：関山藍果「I love you」作曲：澤野弘之（『自虐の詩 オリジナル・サウンドトラック』収録、ユニバーサルミュージック）
- 主題歌：安藤裕子「海原の月」（avex entertainment/cutting edge）
- 音楽プロデューサー：志田博英
- VFXスーパーバイザー：野崎宏二
- アクションコーディネーター：諸鍛冶裕太
- アクション：小山由美、押川善文
- カースタント：スーパードライバーズ
- 特殊メイク：森田誠
- 特殊造型：松井祐一
- 現像：東京現像所
- スタジオ：日活撮影所
- プロデューサー：植田博樹、石田雄治、中沢智
- アソシエイトプロデューサー：今川朋美
- 製作総指揮：迫本淳一
- 企画：細野義朗
- エクゼクティブ・プロデューサー：北川淳一
- 制作プロダクション：オフィスクレッシェンド
- 製作：「自虐の詩」フィルムパートナーズ（SDP、松竹、ジェネオン エンタテインメント、竹書房、衛星劇場、電通、スカパー・ウェルシンク、日本出版販売、オフィスクレッシェンド、パルコ、Yahoo! JAPAN、エイベックス・エンタテインメント）
- 配給：松竹

### 関連商品
ホームメディア
ジェネオン エンタテインメントより発売。
自虐の詩 プレミアム・エディション
2008年3月14日発売。DVD2枚組。リージョン2。初回特典はアウターケース、業田良家書き下ろし漫画掲載リーフレット。
自虐の詩
1枚組。通常版DVD。
自虐の詩ナビゲートDVD いつまでも七転八倒 〜森田幸江 篇〜
2007年10月3日発売。DVD1枚組、40分。映画公開前に発売されたナビゲートDVD。

サウンドトラック
- 『自虐の詩 オリジナル・サウンドトラック』2007年10月24日発売、ユニバーサルシグマ。

書籍
- 里中静流『自虐の詩』竹書房〈竹書房文庫〉2007年10月4日、ISBN 978-4812432815 - 映画ノベライズ。
- 中谷美紀『自虐の詩日記』幻冬舎〈幻冬舎文庫〉、2007年9月、ISBN 978-4344410145 - 中谷美紀による本作制作エッセイ。